# Kerk van Sleen
De Hervormde kerk (ook Grote Kerk) is een driebeukige  hallenkerk uit de 15e eeuw in de Drentse plaats Sleen gelegen aan Brink 7. De toren bij de kerk is de hoogste van Drenthe. Kerk en toren zijn aangewezen als rijksmonument.

## Geschiedenis
De huidige kerk is waarschijnlijk de derde kerk op dezelfde plek. De oudste kerk moet een houten gebouw geweest zijn dat rond 1100 is vervangen door een stenen zaalkerk. Het driezijdig gesloten koor, het oudste deel van de huidige kerk is waarschijnlijk aan die zaalkerk aangebouwd. Het schip is gebouwd tussen 1350 en 1450. De driebeukige hallenkerk die toen ontstond is de enige uit deze tijd in Drenthe en getuigt van de positie van Sleen als hoofdplaats van het dingspil Zuidenveld. Het koor werd rond 1500 opgehoogd.
In 1880 stortte het dak gedeeltelijk in. Bij de daaropvolgende restauratie onder leiding van C.H. Peters kreeg de kerk een neogotisch uiterlijk. Tussen 1962 en 1966 volgde een tweede ingrijpende restauratie, waarbij een consistorie werd toegevoegd.

## Kerktoren
De kerk heeft tegenwoordig een kerktoren die met een hoogte van 64 meter de hoogste van Drenthe is. De huidige toren heeft drie geledingen die bekroond worden met een naaldspits. De toren heeft een mechanisch uurwerk van B. Eijsbouts uit Asten uit 1949 dat buiten gebruik is gesteld.

## Interieur
De kerk heeft kruisribgewelven in het schip en een netgewelf in het koor. De gewelven zijn aangebracht bij de ophoging van het koor. De gewelfschilderingen van Jan van Aken en zijn broer die rond 1500 zijn aangebracht zijn verborgen onder een pleisterlaag. Bij de laatste restauratie zijn de schilderingen wegens geldgebrek onberoerd gelaten.
De kerk heeft een zandstenen doopvont uit de 13e eeuw. Het werd in 1988 na diverse rondzwervingen terug in de kerk geplaatst. De preekstoel uit 1668 is in renaissancestijl. Uit dezelfde tijd stamt de avondmaaltafel.

## Vollebregtorgel
De kerk heeft een Vollebregtorgel die stamt uit 1846. Het stond eerder in een klooster in Sint-Agatha. In 1872 werd het overgeplaatst naar het Kruisherenklooster in Uden (Noord-Brabant). Sinds 1949 staat het in Sleen.
De dispositie is:
| Manuaal (C-f3) | Positief (C-f3)  | Pedaal (C-d1) |
| -------------- | ---------------- | ------------- |
| Prestant 8     | Bourdon 8        | Bourdon 16    |
| Holpijp 8      | Viola di Gamba 8 |               |
| Octaaf 4       | Fluit 4          |               |
| Fluit 4        | Siflet 2         |               |
| Quint 3        |                  |               |
| Nachthoorn 2   |                  |               |
| Flageolet 1    |                  |               |
| Cornet 3 st.   |                  |               |
| Trompet 8 B/D  |                  |               |

Tremulant
Manuaalkoppel

## Fotogalerij

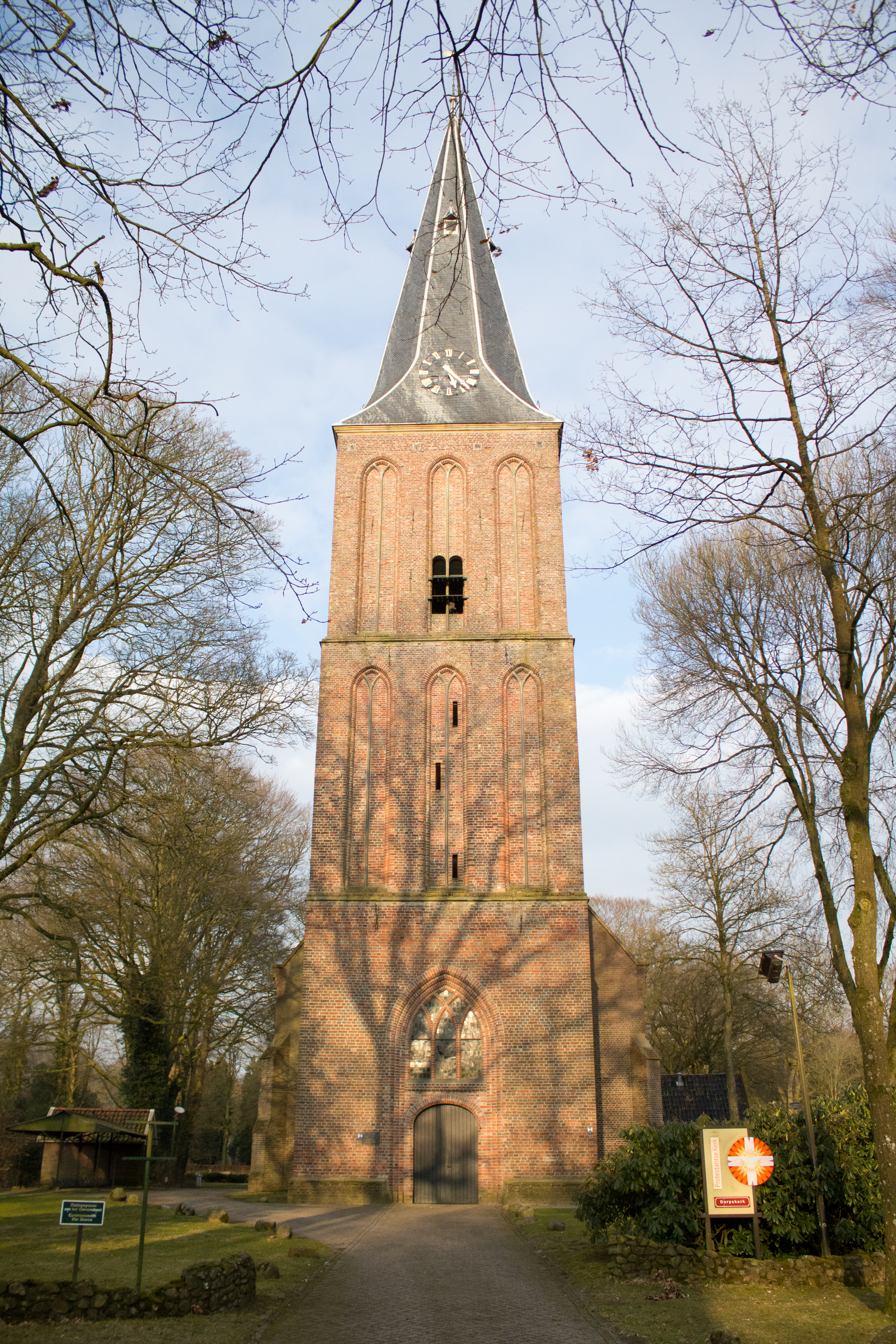
Toren
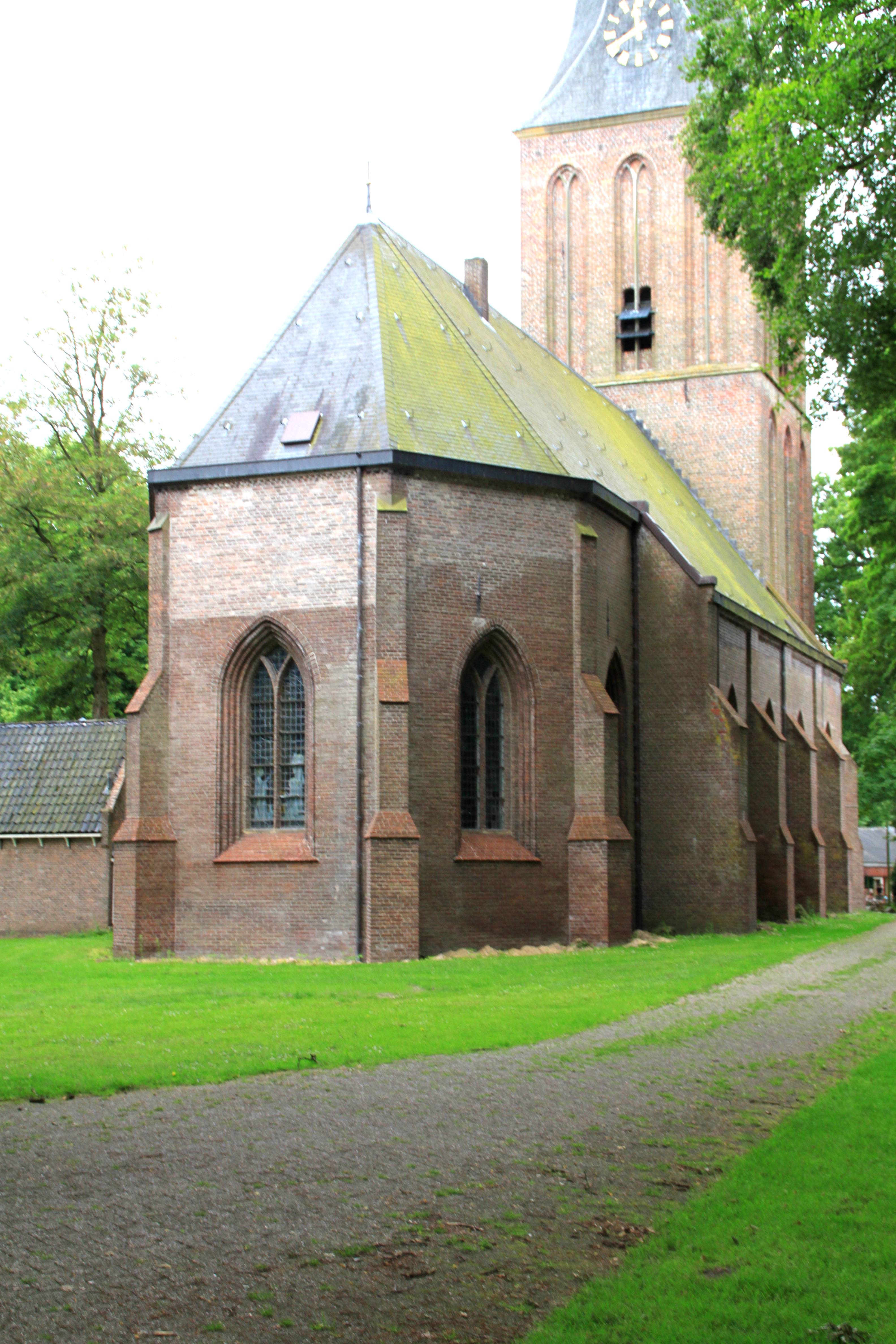
Achterzijde, koor
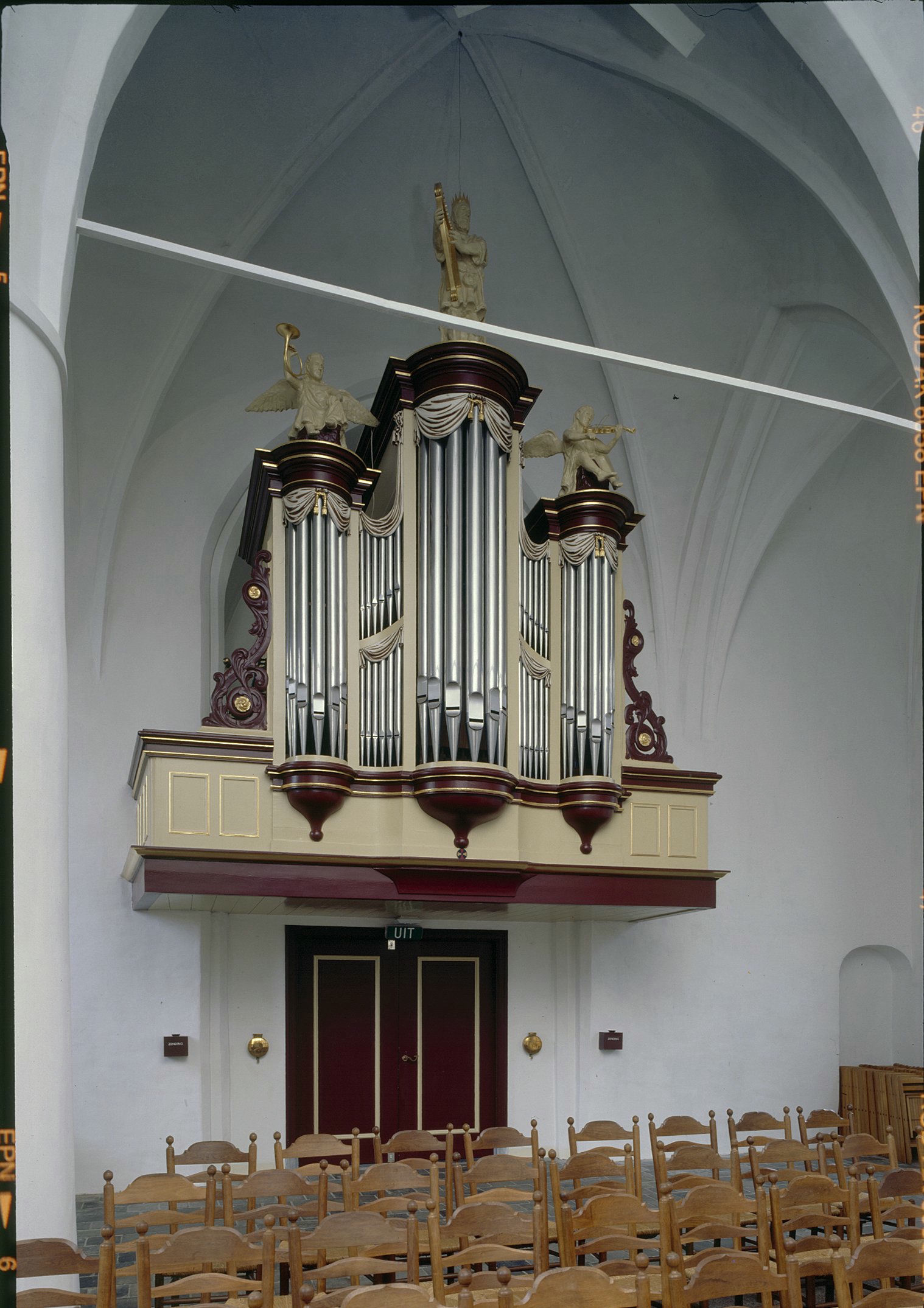
Vollebregtorgel
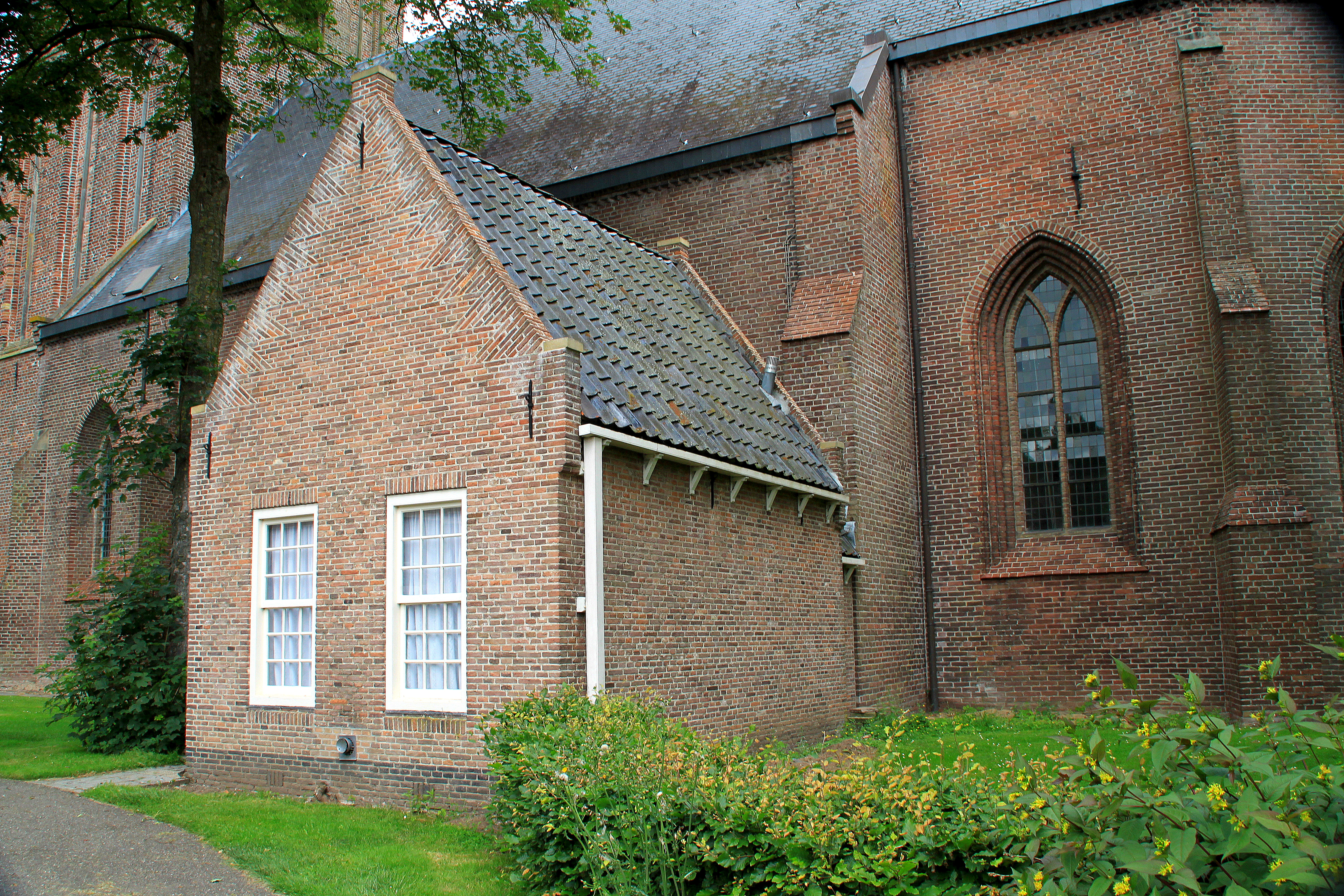
Consistorie
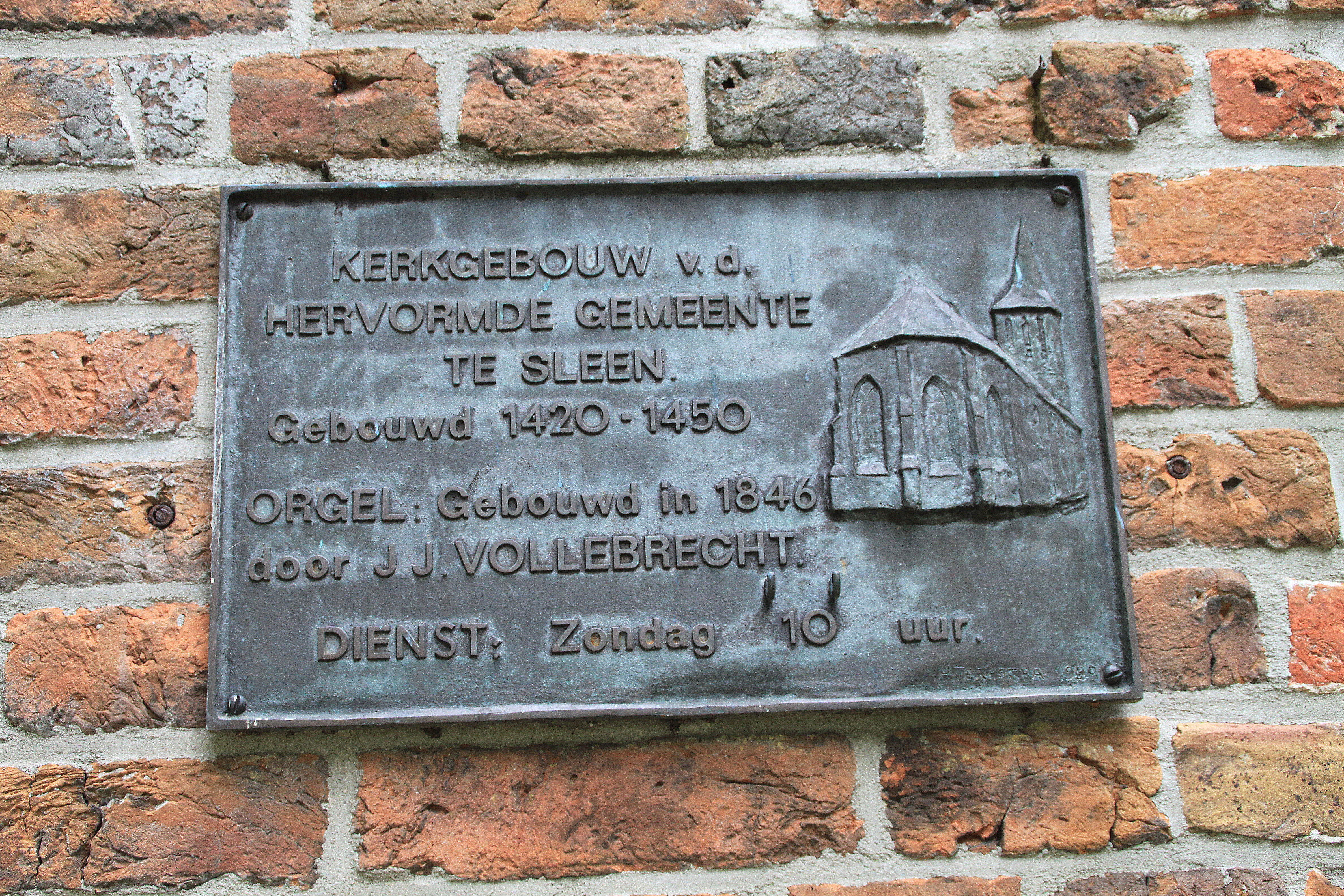
Gevelsteen